# Schwanensee (Neuenstein)
Der Schwanensee, zuweilen auch Schlosssee genannt, ist ein angelegter See auf dem Gelände des Schlosses Neuenstein in der Kleinstadt Neuenstein im baden-württembergischen Hohenlohekreis.

## Lage und Beschreibung
Der See liegt im Siedlungsgebiet von Neuenstein überwiegend an der Westseite des dortigen Renaissance-Schlosses auf etwa 272 m ü. NHN. Er hat zwei ostwärts auslaufende Buchten, die eine läuft schmal und dicht am Schloss bis zur Mitte von dessen Nordseite, die andere breiter, länger und mit mehr Abstand von der Fassade an dessen Südseite entlang. Der Raum zwischen See und Schlossgebäude wird von einer erhöhten Gartenterrasse eingenommen, die von einer Brüstung gegen ihn hin begrenzt ist. 
Insgesamt bildet der See so einen etwa 280 Meter langen Westbogen um das Schloss, der im Westen mit bis etwa 50 Meter am breitesten ist und eine Fläche von etwa 78 Ar bedeckt. Der See, das Schloss und der alten Stadtkern in dessen Nordosten, der am Hügel ansteigt, liegen im Öhringer Ebene genannten Teil des Unterraums Westliche Hohenloher Ebene des Naturraums der Hohenloher und Haller Ebene.
An der Südseite des Sees vorbei fließt in wenig Abstand der Epbach, von dem aus ein kurzer rechter Abzweig ihn über die südliche Bucht speist. Der wesentlich längere Bernbach fließt an der Nordseite ein und entwässert den See dann vom Südwesteck aus zum Epbach. Insgesamt hat der See ein etwa 2,1 km² großes Einzugsgebiet in der Öhringer Ebene.
Das Schloss ist aus einer staufischen Wasserburg hervorgegangen, die in damals sumpfiger Umgebung an einem Talmündungssporn angelegt wurde. Im Untergrund stehen dort am Zusammenlauf der Talmulden von Epbach und Bernbach Auenlehme an, die die beiden Bäche in den Lettenkeuper (Erfurt-Formation) eingelagert haben, der darüber an den Hügelanstiegen ausstreicht. Nahe dem Ende der südlichen Bucht ist an einer als Geotop ausgewiesenen alten Steinbruchwand der Unterkeuper-Hauptsandstein aufgeschlossen, über dem sich dann der Hügel des alten Städtchens erhebt.

### LUBW
Amtliche Online-Gewässerkarte mit passendem Ausschnitt und den hier benutzten Layern: Schwanensee und Umgebung

Allgemeiner Einstieg ohne Voreinstellungen und Layer: Daten- und Kartendienst der Landesanstalt für Umwelt Baden-Württemberg (LUBW) (Hinweise)
1. ↑  Höhe nach dem Höhenlinienbild auf dem Hintergrundlayer Topographische Karte.
2. ↑  Seefläche nach dem Layer Stehende Gewässer.
3. 1 2  Dimensionen abgemessen auf dem Hintergrundlayer Topographische Karte.
4. ↑  Einzugsgebiet abgemessen auf dem Hintergrundlayer Topographische Karte.

### Andere Belege
1. ↑  Name Schwanensee erschlossen aus dem Namen der an der West- und Südseite entlangführenden Straße Am Schwanensee
2. ↑  Wolf-Dieter Sick: Geographische Landesaufnahme: Die naturräumlichen Einheiten auf Blatt 162 Rothenburg o. d. Tauber. Bundesanstalt für Landeskunde, Bad Godesberg 1962. → Online-Karte (PDF; 4,7 MB)
3. ↑  Geologie nach den Layern zu Geologische Karte 1:50.000 auf: Mapserver des Landesamtes für Geologie, Rohstoffe und Bergbau (LGRB) (Hinweise)
4. ↑  Geotopsteckbrief (PDF, 330 kByte) des Steinbruchs am Schloss von Neuenstein